# Jeunes Turcs (France)
Pour les articles homonymes, voir Jeunes Turcs.
Les Jeunes Turcs constituent une tendance du Parti radical qui, dans l'entre-deux-guerres a milité pour une rénovation de la doctrine de leur parti, et au-delà pour une modernisation de la société française et des institutions de la Troisième République. Influencé par le planisme préconisant l'abandon du libéralisme économique classique et l'intervention de l'État dans l'économie, ils prônent également une réforme de l'État jugeant le régime parlementaire en crise. Au niveau européen, ils appuient les efforts de la Société des Nations et l'idée d'un fédéralisme européen. Ce mouvement est caractéristique des années 1930 en France, proche par sa volonté de repenser le monde d'autres mouvements de rénovation tels que les non-conformistes, les néo-socialistes, etc.

## Histoire
L'expression « Jeunes Turcs » peut prêter à confusion dans la mesure où ceux qui s'en réclamaient n'étaient ni « jeunes », ni « turcs », mais sympathisants du mouvement réformateur Jeunes-Turcs qu'ils prenaient pour modèle. Si la génération née vers 1900 y est particulièrement bien représentée (Pierre Cot, Jean Zay, Bertrand de Jouvenel, Jacques Kayser), on y trouve des personnages plus jeunes (Pierre Mendès France) ou plus âgés (Gaston Bergery, Albert Bayet). Il ne s'agit donc pas d'un mouvement de jeunesse du parti radical.
La plupart de ceux qui se revendiquent Jeunes Turcs se rattachent à l'aile gauche du parti, même si certains membres de l'aile droite peuvent se joindre à leurs voix, comme Jean Montigny ou Émile Roche : Bertrand de Jouvenel et Pierre Cot par exemple sont proches de Daladier ; Jacques Kayser ou Jean Zay, militants convaincus de l'alliance avec la SFIO, « font parfois figure d'hommes liges de Léon Blum ».
L'émergence des Jeunes Turcs correspond à un mouvement général dans la société française de cette époque, une atmosphère de remise en question des pouvoirs établis dans un contexte de crise, y compris à l'intérieur des principaux partis de la vie politique du pays - ce qui peut entrainer, après constitution d'un courant, schismes et scissions, comme celle des néo-socialistes au sein de la SFIO. « Autour de 1930, on voit se multiplier prises de position, manifestes, plans, essais de synthèses doctrinales que caractérisent une volonté révolutionnaire, un refus de l'ordre établi, un souci explicite de réorganiser le monde et la société ». Les Jeunes Turcs s'inscrivent dans cette dynamique des années 1930.

## Les réformes économiques
Ils se caractérisent, dans le domaine économique, par un étatisme que ne renient pas les planistes de la SFIO ou de la CGT. Ils remettent notamment en cause le capitalisme libéral, et cela avant même la crise de 1929 : Bertrand de Jouvenel publie en 1928 L'Économie dirigée. Celui-ci, selon eux, « aboutit à l'anarchie et à l'asservissement de la nation par les trusts ». À ce titre, ils préconisent l'intervention de l'État dans l'économie, parlant d'économie « dirigée », « contrôlée » ou « organisée » par l'État, même s'ils rejettent les dérives de l'étatisme autoritaire.  Nationalisations, planification de la production, contrôle par l'État des monopoles ou des banques sont des réformes qu'ils préconisent.

## La réforme de l'État
La réforme de l'État est l'autre cheval de bataille des Jeunes Turcs, revendication relativement répandue dans le monde politique en ces temps de crise du parlementarisme, atteint par les émeutes du 6 février 1934. Ceci passe pour eux par un renforcement de l'exécutif et la réhabilitation du droit de dissolution pour le président de la République. « La réforme de l'État comprend enfin une transformation en profondeur des administrations, de leur définition comme de leur organisation, conduisant à une rationalisation du fonctionnement des services publics ».

## Politique étrangère
Enfin, sur les questions internationales, les Jeunes Turcs se différencient peu des positions de la direction du parti, si ce n'est par leur fougue à promouvoir les procédures d'arbitrage international, la Société des Nations, le rapprochement avec l'Allemagne (jusqu'en 1933) et la Grande-Bretagne. Ils adhèrent pleinement à l'idée de fédération européenne suggérée par Édouard Herriot, puis par Aristide Briand. Ils se caractérisent aussi par le dévouement à la figure d'Aristide Briand et au pacifisme en général. « Leurs réticences à l'égard du nationalisme jacobin et l'acceptation du principe d'une révision des traités de paix tendent davantage à les singulariser ».